# Der Buchhändler von Archangelsk
Der Buchhändler von Archangelsk (französisch: Le petit homme d’Arkhangelsk) ist ein Roman des belgischen Schriftstellers Georges Simenon. Der Roman entstand vom 21. bis 29. April 1956 in Cannes und wurde im August und September desselben Jahres in der französischen Monatszeitschrift Preuves vorabveröffentlicht. Im Oktober 1956 erschien die Buchausgabe beim Pariser Verlag Presses de la Cité. Die erste deutsche Übersetzung von Hansjürgen Wille und Barbara Klau veröffentlichte 1963 Kiepenheuer & Witsch unter dem Titel Der kleine Mann von Archangelsk. Im Jahr 1978 brachte der Diogenes Verlag eine Neuübersetzung von Alfred Kuoni heraus. Mit der Ausgabe des Jahres 2013 veränderte der Verlag den Titel zu Der Buchhändler von Archangelsk.
Jonas Milk, der Buchhändler einer kleinen französischen Ortschaft, ist ein russischstämmiger Jude aus Archangelsk. Doch seine Heimat waren sein ganzes Leben hindurch die wenigen Häuser um den örtlichen Marktplatz. Als eines Tages seine Frau spurlos verschwindet, fühlt er den aufkeimenden Argwohn seiner Nachbarn, zu denen er sich am Vortag noch uneingeschränkt zugehörig fühlte. Aus Furcht und Scham verstrickt er sich in immer weitere Lügen.

## Inhalt
Jonas Milk wurde als Sohn einer russisch-jüdischen Familie am 21. September 1916 im russischen Archangelsk geboren, gelangte aber bereits mit einem Jahr in den Wirren der Oktoberrevolution außer Landes und über die Umwege Konstantinopel und Paris in eine kleine Ortschaft in der Berry, wo er mit seinen Eltern am Place du Vieux-Marché aufwuchs. An seine fünf Schwestern, die in Russland zurückgeblieben waren, fehlte dem Junge jede Erinnerung, für die Jüngste hegte er allein wegen ihres Namens Dussa zärtliche Gefühle. 1930 wagte der Vater die Rückkehr in die Sowjetunion; als er verschollen blieb, folgte ihm seine Frau. Von beider Schicksal erreichte Jonas nie eine Nachricht. Er wuchs bei Bekannten in Paris auf, besuchte das Lycée Condorcet, doch kaum war er volljährig, nahm er die französische Staatsangehörigkeit an und kehrte zurück zum Vieux-Marché, dem einzigen Ort, der ihm je eine Heimat war.
Monsieur Jonas, wie ihn alle am Vieux-Marché nennen, eröffnete ein Antiquariat, doch sein Geld verdiente er vor allem im Briefmarkenhandel, wo er durch akribisches Aufspüren von Abarten an einige ebenso rare wie wertvolle Stücke gelangte. Er blieb ein Einzelgänger, bis er im Alter von 38 Jahren seine Haushälterin, die 16 Jahre jüngere Gina, heiratete, eine Ehe zu der ihn Ginas Mutter regelrecht gedrängt hatte, um ihre nymphomane Tochter endlich in einer ehrbaren Beziehung unterzubringen. Jonas wusste, dass seine junge Frau ihn nicht liebte, doch sie rührte ihn, er bot ihr ein ruhiges Heim und sah taktvoll über ihre häufigen Seitensprünge hinweg. Für die Heirat nahm der jüdische Jonas sogar den katholischen Glauben an.
Als Gina zwei Jahre später von einem abendlichen Ausgang nicht heimkehrt und Jonas feststellen muss, dass seine wertvollsten Briefmarken verschwunden sind, ahnt er, dass seine Frau ihre Flucht von langer Hand geplant hat. Aus einem Gefühl von Scham heraus erzählt er den Bewohnern des Vieux-Marché, sie besuche eine Freundin im nahen Bourges. Er verstrickt sich in Lügen, durch die er erst das Misstrauen der Anderen weckt. Obwohl er sich vollkommen unschuldig fühlt, muss Jonas die nächsten Tage einen ständig wachsenden Argwohn der Nachbarn ertragen, die ihn offensichtlich verdächtigen, seine Frau aus Eifersucht wegen ihrer Eskapaden umgebracht zu haben. Schließlich wird er gar im örtlichen Polizeirevier vorgeladen. Beim Verhör verkündet Kommissar Devaux, dass Gina mehreren Personen gestanden habe, sich vor ihrem Mann zu ängstigen, weil er verdorben sei, da er ihr nie an die Wäsche wollte wie alle anderen Männer des Ortes. Diese Enthüllung versetzt Jonas einen schweren Schlag, und er fällt in Ohnmacht. Wieder erwacht begleiten ihn zwei Polizisten nach Hause, um eine Hausdurchsuchung vorzunehmen.
Als Jonas durch die Straßen schreitet, von den Anwohnern heimlich beobachtet, begreift er, dass er nie wirklich zu ihnen gehört hat, dass es nur dieses Anlasses bedurft hat, um aus ihm wieder jenen Fremden zu machen, der er in ihren Augen immer gewesen ist. Nachdem die Polizisten gegangen sind, will er sich in seinem Garten erhängen. Im letzten Moment erweckt eine Amsel seine Lebensfreude, und als ihn das Zimmermädchen des Hôtel des Négociants aufsucht und den Namen von Ginas Liebhaber verrät, mit dem diese sich am Tag ihres Verschwindens traf, malt er sich voller Genugtuung aus, wie er die Information dem Kommissar präsentiert und wie alle Nachbarn beschämt seine Unschuld anerkennen müssen. Doch auf dem Weg zum Polizeirevier erinnert er sich an das Gefühl der Ohnmacht, als ihm plötzlich alles ganz leicht wurde und seine letzten Gedanken seiner Schwester Dussa galten, und er macht kehrt. Am Morgen finden ihn die anderen Bewohner des Vieux-Marché erhängt in seinem Garten.

## Interpretation
Laut Stanley G. Eskin zeigt Der Buchhändler von Archangelsk einen Prozess der Entfremdung. Jonas Milk sei ein „sanfter und sensibler jüdischer Flüchtling“, der zum Teil an Charlie Chaplins Tramp-Figur erinnere. Die Zärtlichkeit und Nachsicht, mit der Milk den Seitensprung seiner jungen Frau bemäntelt, werden von seiner Umgebung und den Behörden völlig missverstanden, die in ihm bloß einen „schmierigen alten Mann“ erkennen. Nachdem er seinen Platz in der sozialen Gemeinschaft verloren hat, begeht er Suizid, „ein nobler, fehlgeschlagener Versuch geistigen Überlebens.“ Laut Lucille F. Becker ist die Figur eines schüchternen Einzelgängers, der seiner Männlichkeit unsicher ist, und auch nach der Heirat ein ereignisloses Leben führt, das nur durch die Seitensprünge seiner promiskuitiven Partnerin unterbrochen wird, ein häufiges Thema in Simenons Werk. Auch das Motiv eines Mannes, der von einem Tag auf den anderen von seiner Frau verlassen wird, findet sich in vielen Romanen, so in Der Uhrmacher von Everton oder Die Flucht des Monsieur Monde. Für Patricia MacManus nimmt Milks Verstrickung in seine gutgemeinten Lügen beinahe kafkaeske Züge an, bis der Buchhändler am Ende eine Konsequenz ziehe, die es der Welt überlässt, seine Lügen zu entwirren.
Der Roman steht laut Michel Lemoine in einer durch Niedergeschlagenheit und Resignation bestimmten Moll-Tonart. Dabei vollzieht sich die Handlung, die von einigen Rückblenden in Milks Vergangenheit unterbrochen wird, in einem engen Rahmen weniger Häuser um einen Marktplatz, wobei Simenon mit einer dem Pointillismus vergleichbaren Technik die Atmosphäre einer Provinzstadt mit ihren mittelmäßigen, angepassten und engherzigen Bewohnern einfange. Sebastian Hammelehle sieht den Roman „ganz beiläufig geprägt von den Farben, der Stimmung des französischen Hinterlands in Richtung Bourgogne – und von der Traurigkeit dessen, der dort nicht dazu gehört.“ In seiner Einsamkeit und Ausgegrenztheit hat Milk sein Leben stets durch seine Nachbarn geführt, die er täglich beobachtete. Darin erinnert er Lucille F. Becker an die Protagonisten aus Die Verlobung des Monsieur Hire und Der Mann, der den Zügen nachsah.
Im Vorwort zu einer Erzählung von Arthur Omre beschrieb Simenon, dass das Drama des Menschen darin bestehe, dass er allein sei und ein immer eindringlicheres Verlangen nach einem Platz unter anderen Menschen verspüre, um welchem Platz auch immer es sich handele. Doch dem Buchhändler Jonas Milk gelingt es im Roman nicht, diesen Platz zu finden. Er ist höflich und unscheinbar, geht einem ehrbaren Beruf und einem gewöhnlichen Hobby nach. Im Umgang mit seinen Mitmenschen ist er geduldig, bescheiden, sogar demütig. Doch letztlich kann nichts das Stigma des Fremden ausradieren, eine Erfahrung die laut Becker auch Simenon selbst in seinem Leben gemacht habe. Am Ende realisiert Milk, dass seine vermeintlichen Freunde in ihm nie etwas anderes als den Fremden und Einzelgänger gesehen haben, der vom anderen Ende der Welt gekommen sei, um sich wie ein Parasit im Vieux-Marché niederzulassen. Auch in anderen Romanen führt das Drama eines Außenseiters in einer feindlichem Umgebung zum tödlichen Ausgang, so bei Monsieur Hire, der zu Tode gehetzt wird, und beim alten Krull in Chez Krull, der wie Milk Suizid begeht.
Laut Pierre Assouline sind es häufig jüdische Figuren, in denen Simenon Nomaden ohne Heimat und Wurzeln darstellt, die vergeblich versuchen, sich in eine Gemeinschaft integrieren. Ein besonders ergreifendes Beispiel ist etwa der Schneider Kachoudas in Die Fantome des Hutmachers, der sich fortwährend für seine Anwesenheit entschuldigt. Insofern deute Milks tragisches Ende über sein persönliches Scheitern hinaus und werde zum Spiegelbild eines allgemein jüdischen Schicksals. Der Roman wurde gerade auch von der jüdischen Kritik sehr positiv aufgenommen. Chaim Raphael weist etwa darauf hin, dass Simenon in Der Buchhändler von Archangelsk zwar die sozialen Details allesamt falsch darstelle, dass es ihm aber gelungen sei, zur Essenz der jüdischen Erfahrung vorzudringen. Der Roman sei eine scharfsinnige Analyse der Position des Juden in der westlichen Welt. Letzten Endes bilde aber auch das jüdische Thema im Roman nur einen Aspekt der allgemeinen Condition humaine, in der es um den Menschen als ewigen Wanderer ginge.

## Rezeption
Der Buchhändler von Archangelsk wird laut Fenton Bresler von vielen Kritikern zu Simenons besten Werken gezählt. Le Figaro sah im Roman einen „großen“ Simenon. Manfred Papst bezeichnete ihn in Bücher am Sonntag, der Beilage der NZZ am Sonntag, als „kleines Meisterwerk der Milieuschilderung und der Psychologie“ und urteilte: „Knapper, genauer, abgründiger kann man nicht erzählen.“ Peter Kaiser nannte die „packende Studie über die Unmöglichkeit, eine neue Heimat zu finden und die Bösartigkeit einer im Unrecht verschworenen Gemeinschaft“ „ein melancholisches Meisterstück“. Für Pierre Assouline in Le Monde ist es „einer der schönsten Simenon-Romane, den ich jedes Jahr mindestens ein Mal wiederlese.“
Laut Sebastian Hammelehle auf Spiegel Online ist Der Buchhändler von Archangelsk ein „zärtlicher Roman, auch wenn Zärtlichkeiten darin kaum vorkommen.“ The New York Times Book Review sprach von einer „ergreifenden Geschichte eines Mannes, dessen beschämte Versuche, das Weglaufen seiner Frau zu verbergen, ihn zu einem Hauptverdächtigen für ihren Mord machen.“ Publishers Weekly sah in Der Buchhändler von Archangelsk ebenso wie im gemeinsam veröffentlichten Roman Sonntag eine „kunstvolle, gnadenlose Entlarvung der Gefühle und Absichten der Figuren“. Kirkus Reviews sprach bei beiden Romanen von „Studien in Enttäuschung und Angst“, die gleichzeitig fesselnd und enthüllend seien.

## Adaptionen
Im Jahr 2007 verfilmte Olivier Langlois den Roman als französisch-belgischen Fernsehfilm Monsieur Joseph. Darin wird der russischstämmige Jude Jonas Milk in einen algerischen Immigranten namens Youssef Hamoudi, genannt Monsieur Joseph, transformiert. Die Hauptrollen spielten Daniel Prévost, Julie-Marie Parmentier und Serge Riaboukine.
Der Norddeutsche Rundfunk produzierte 2020 ein Hörspiel in der Bearbeitung und Regie von Irene Schuck. Es sprachen unter anderem Wolfgang Pregler (Erzähler), Jens Wawrczeck (Jonas Milk), Sina Martens (Gina), Peter Kaempfe (Louis Palestri), Bettina Stucky (Angèle) und Gustav-Peter Wöhler (Kommissar).

## Ausgaben
- Georges Simenon: Le petit homme d’Arkhangelsk. Presses de la Cité, Paris 1956 (Erstausgabe).
- Georges Simenon: Der kleine Mann von Archangelsk. Übersetzung: Hansjürgen Wille, Barbara Klau. Kiepenheuer & Witsch, Köln 1963.
- Georges Simenon: Der kleine Mann von Archangelsk. Übersetzung: Hansjürgen Wille, Barbara Klau. Heyne, München 1970.
- Georges Simenon: Der kleine Mann von Archangelsk. Übersetzung: Alfred Kuoni. Diogenes, Zürich 1978, ISBN 3-257-20584-8.
- Georges Simenon: Der Buchhändler von Archangelsk. Ausgewählte Romane in 50 Bänden, Band 38. Übersetzung: Alfred Kuoni. Diogenes, Zürich 2013, ISBN 978-3-257-24138-9.